# 大聯盟 (電影)
《大聯盟》（英語：Major League）是一部1989年美國運動喜劇片，由大衛·S·華德自編自導，湯姆·貝林傑、查理·辛、科賓·本森、瑪格麗特·惠頓、丹尼斯·赫柏特、詹姆斯·甘蒙、蕾妮·羅素及鮑勃·尤克爾主演。該片於1989年4月7日在美國上映，取得良好的口碑。

## 演員
- 湯姆·貝林傑 飾 Jake Taylor
- 查理·辛 飾 Ricky "Wild Thing" Vaughn
- 科賓·本森 飾 Roger Dorn
- 瑪格麗特·惠頓 飾 Rachel Phelps
- 丹尼斯·赫柏特 飾 Pedro Cerrano
- 詹姆斯·甘蒙 飾 Lou Brown
- 蕾妮·羅素 飾 Lynn Weslin
- 鮑勃·尤克爾 飾 Harry Doyle
- 衛斯里·史奈普 飾 Willie Mays Hayes
- 查爾斯·賽佛斯 飾 Charlie Donovan

## 外部連結
- 互联网电影数据库（IMDb）上《Major League》的资料（英文）
- AllMovie上《大聯盟》的资料（英文）
- TCM电影资料库上《大聯盟》的资料（英文）